# 結好金融
結好金融集團有限公司，簡稱結好金融集團，以及結好金融（英語：Get Nice Financial Group Limited，港交所除牌前：1469），在1988年，由主席洪漢文於香港（總部）成立「結好證券有限公司」。

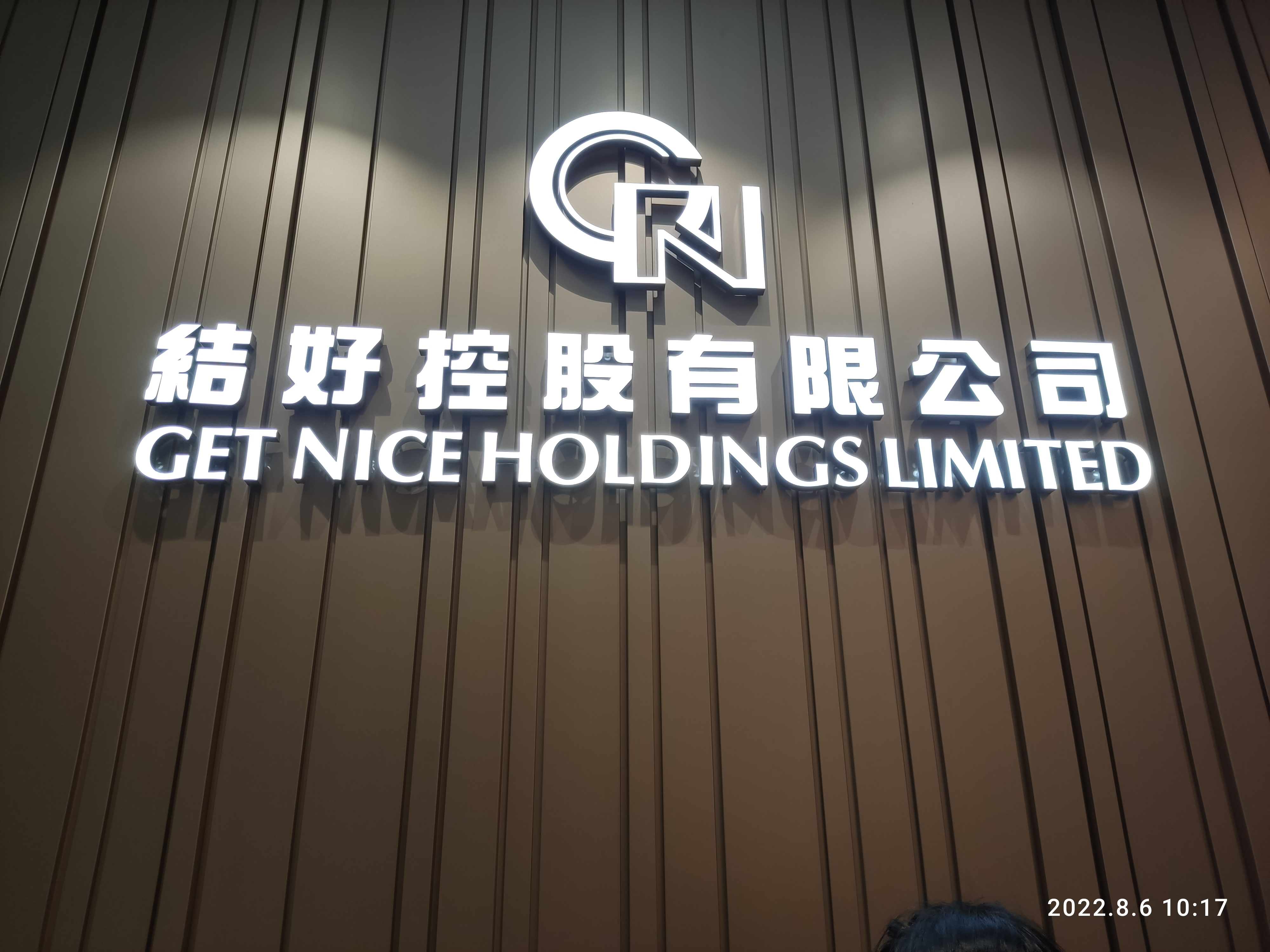

業務在香港經營經紀服務，當中包括證券、期貨及期權經紀服務，證券包銷及配售服務，為客戶就與收購守則有關的交易提供資金證明服務; 證券保證金融資服務; 及企業融資顧問服務。
2015年11月，母公司結好控股計劃分拆該業務上市，初步估計，全球發行5.07554481億股,其中香港佔5200萬股,佔發售完成後經擴大後股本約20.3%，每股售價1至1.4港元，以中間價1.2港元計，集資淨額5.77億港元。2016年3月確實上述消息。
而在2016年4月8日於港交所上市首天，曾高見1.1港元，但下午收盤報為0.96港元，較招股價跌幅為6.8%。
2024年11月，結好控股提出以4股結好控股及0.5港元股息換取1股結好金融，總代價為每股1.116港元。

## 外部連結
- getnicefg.com.hk （页面存档备份，存于）